# Peter Herman Adler
Peter Herman Adler (geboren 2. Dezember 1899 in Gablonz, Österreich-Ungarn; gestorben 2. Oktober 1990 in Ridgefield, USA) war ein österreichisch-amerikanischer Dirigent.

## Leben
Peter Hermann Adler war ein Sohn des Bertold Adler und der Else Rindskopf. Er studierte von 1920 bis 1924 Musik am Prager Konservatorium bei Fidelio F. Finke, Vítězslav Novák und Alexander von Zemlinsky. 1923 begann er als Dirigent am Nationaltheater Brünn. Von 1929 bis 1932 war er Musikdirektor der Bremer Staatsoper, von 1932 bis 1937 der ukrainischen Staatsphilharmonie in Kiew. 
Er floh 1939 in die USA und dirigierte 1940 erstmals die New Yorker Philharmoniker. Von 1949 bis 1959 war er Künstlerischer Direktor der NBC Opera Company, von 1959 bis 1968 Musikdirektor des Baltimore Symphony Orchestra und ab 1969 Direktor bei National Educational Television. Nach seinem Debüt 1972 an der Metropolitan Opera wirkte er von 1973 bis 1981 als Direktor des American Opera Center an der Juilliard School.
Peter Herman Adler war ein Pionier der Fernsehoper und gab etliche Werke dieses Genres in Auftrag, u. a. Menottis Amahl and the Night Visitors und Maria Golovin, Dello Joios The Trial at Rouen, Martinůs The Marriage, Pasatieris The Trial of Mary Lincoln und Henzes La Cubana.
1952 wurde er als Dirigent der Filmmusik zu Der große Caruso für einen Oscar nominiert.